# Troglodyte rufalbin
Thryophilus rufalbus
Espèce
Statut de conservation UICN

 LC  : Préoccupation mineure
Le Troglodyte rufalbin (Thryophilus rufalbus) est une espèce d'oiseaux de la famille des Troglodytidae.
Son aire s'étend à travers l'Amérique centrale, la Colombie et le Venezuela.